# Campeonato Baiano Segunda Divisão 2020
In 2020 werd het 51ste Campeonato Baiano Segunda Divisão gespeeld voor voetbalclubs uit de Braziliaanse staat Bahia. De competitie werd gespeeld van 25 oktober tot 6 december en werd georganiseerd door de FBF. UNIRB werd kampioen. 

## Eerste fase
| Plaats | Club                | Wed. | W | G | V | Saldo | Ptn. |
| ------ | ------------------- | ---- | - | - | - | ----- | ---- |
| 1.     | UNIRB               | 5    | 3 | 2 | 0 | 9:3   | 11   |
| 2.     | Colo Colo           | 5    | 3 | 1 | 1 | 10:4  | 10   |
| 3.     | Jequié              | 5    | 3 | 1 | 1 | 11:7  | 10   |
| 4.     | Canaã               | 5    | 1 | 2 | 2 | 4:3   | 5    |
| 5.     | Barcelona           | 5    | 1 | 2 | 2 | 7:9   | 5    |
| 6.     | Teixeira de Freitas | 5    | 0 | 0 | 5 | 0:15  | 0    |

|  | Gekwalificeerd voor finale |

## Finale
Heen
|                   |           |       |       |                                              |
| 29 november 15:10 | Colo Colo | 0 – 0 | UNIRB | Estádio Mário Pessoa, Ilhéus Toeschouwers: 0 |
| 29 november 15:10 |           |       |       | Estádio Mário Pessoa, Ilhéus Toeschouwers: 0 |

Terug
|                  |                                                        |       |                                  |                                       |
| 6 december 15:10 | UNIRB                                                  | 0 – 0 | Colo Colo                        | Carneirão, Alagoinhas Toeschouwers: 0 |
| 6 december 15:10 |                                                        |       |                                  | Carneirão, Alagoinhas Toeschouwers: 0 |
| 6 december 15:10 | Strafschoppen                                          |       |                                  | Carneirão, Alagoinhas Toeschouwers: 0 |
| 6 december 15:10 | Marcelo Nicacio Carlos Magno Clebson Waguinho Elcarlos | 4 – 2 | Bravo Du Paraíba Henrique Raçudo | Carneirão, Alagoinhas Toeschouwers: 0 |

## Kampioen
| Campeonato Baiano de 2020 - Segunda Divisão |
| ------------------------------------------- |
| UNIRB 1º Titel                              |